# St.-Jakobi-Brunnen (Bremen)

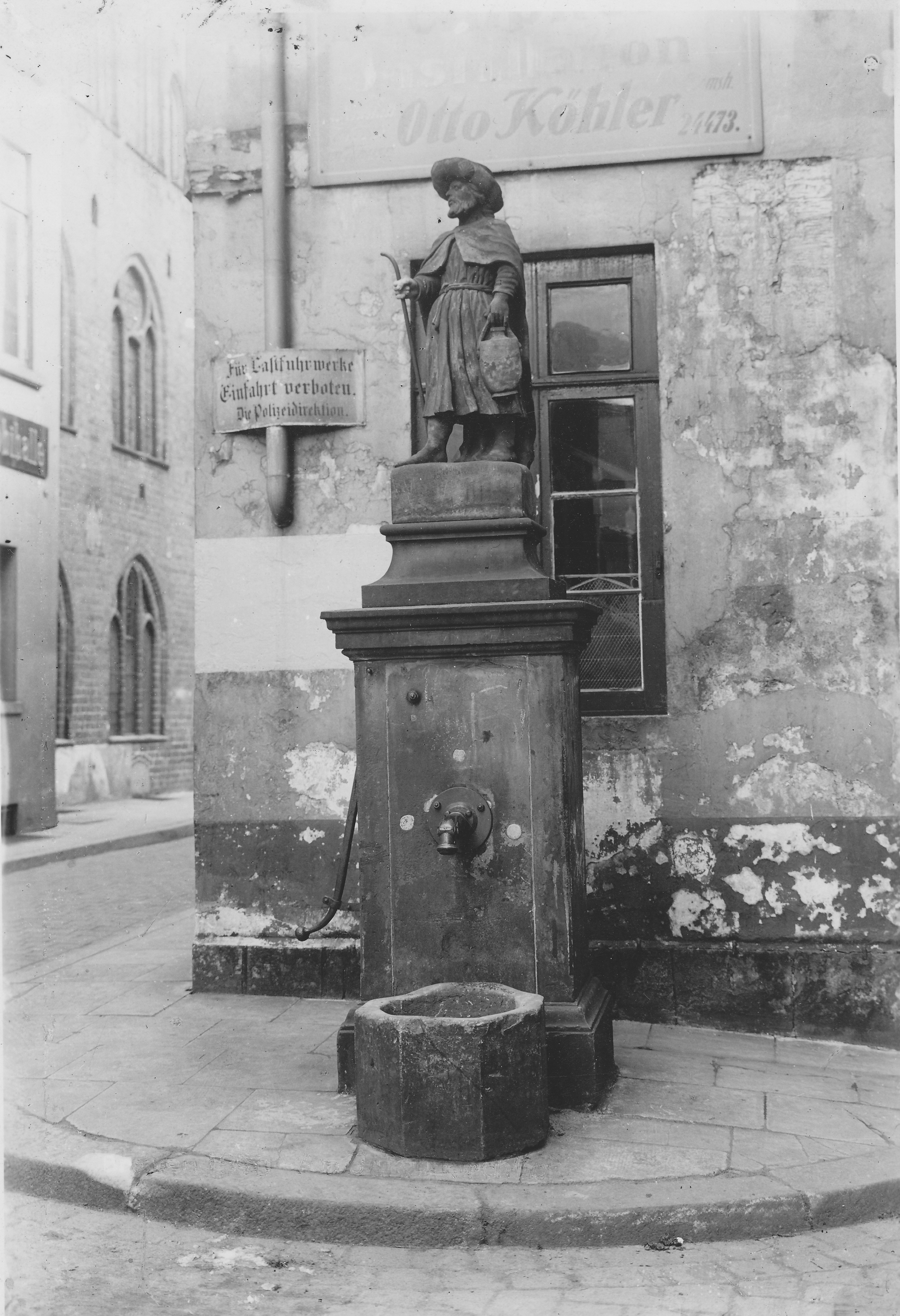
Jakobibrunnen auf dem Jakobikirchhof, Foto um 1910

Auf dem Jakobikirchhof in der Bremer Altstadt stand vom frühen 18. Jahrhundert bis zum Zweiten Weltkrieg der Jakobibrunnen mit einem Standbild des Apostels Jakobus des Älteren. Heute stehen an anderen Stellen die stark rekonstruierte Brunnenfigur und ein Brunnen mit einer Replik der Figur. Darüber hinaus gibt es in Bremen zwei noch weitere Steinplastiken dieses Apostels, beide früher entstanden als die Brunnenfigur, schließlich noch eine kleine Holzstatue.

## Die gedoppelte Brunnenfigur

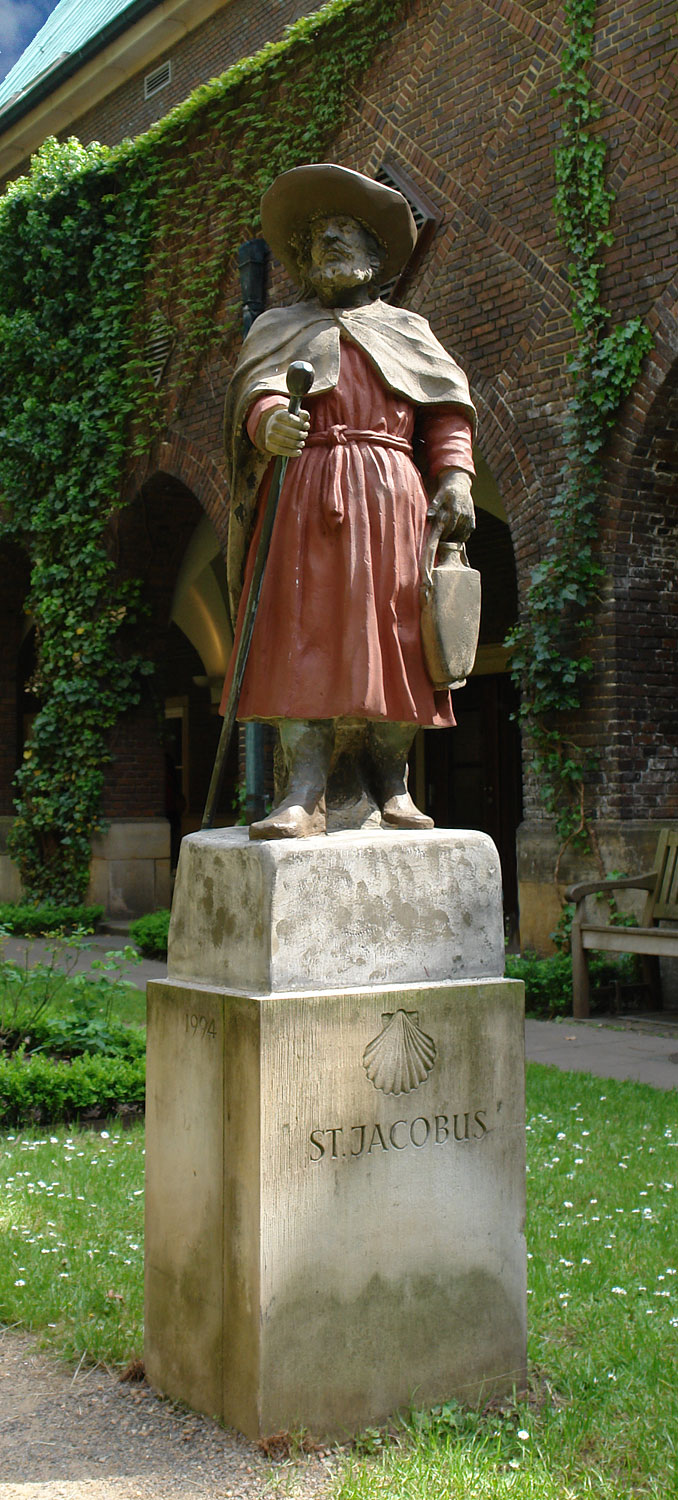
Jacobus-Figur im Bibelgarten

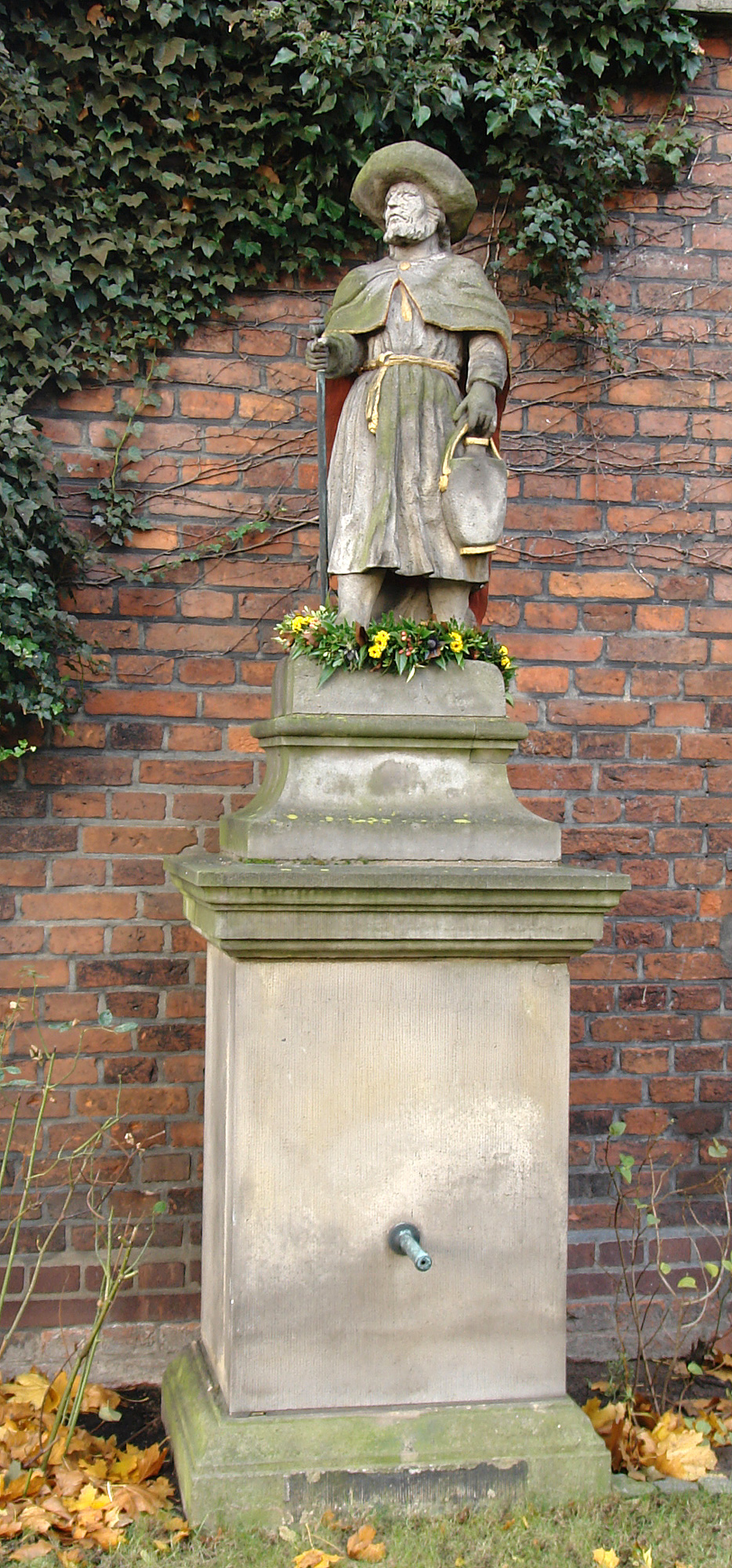
Jakobibrunnen vor dem Neanderhaus

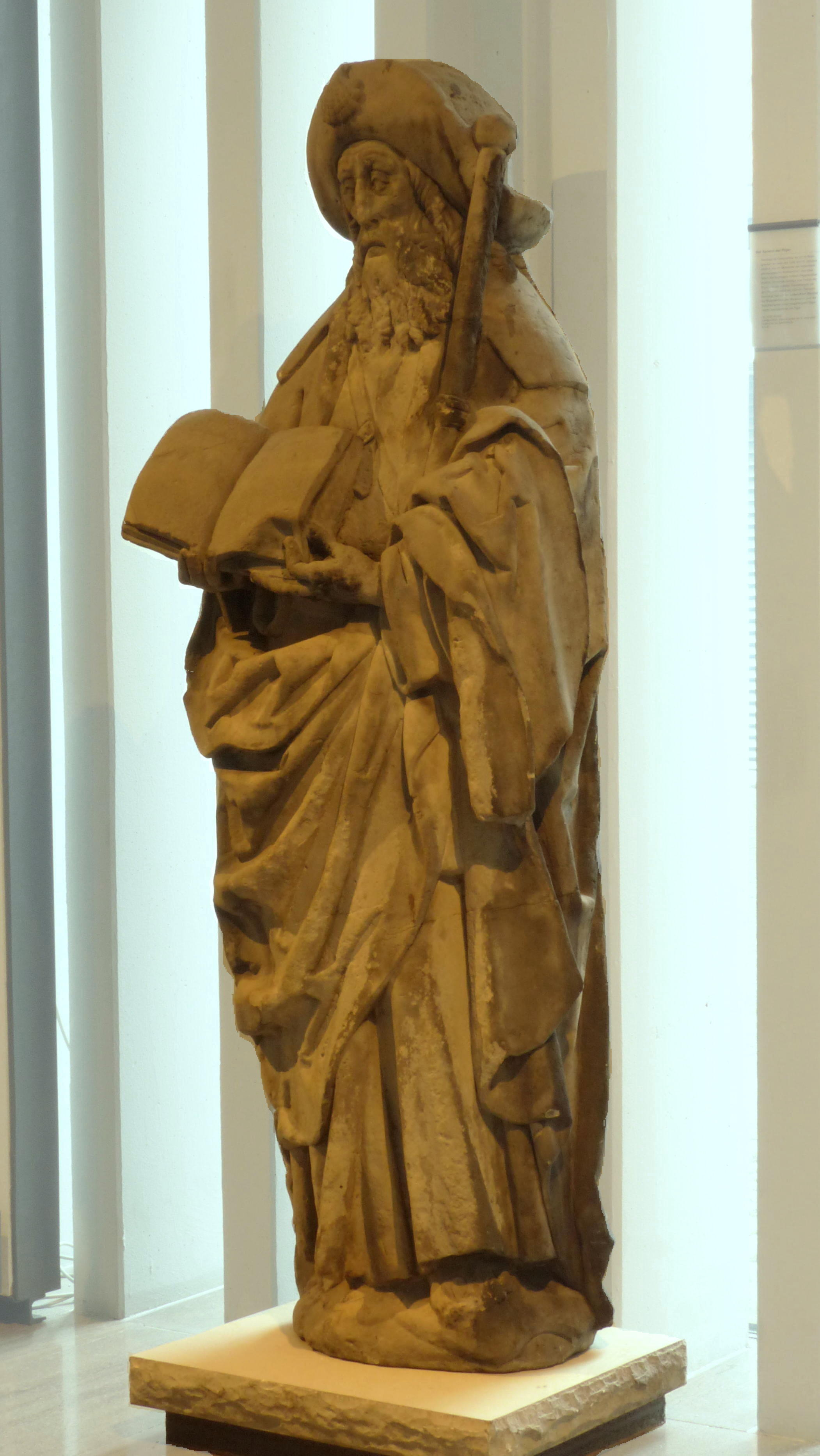
Jakobusstatue des Gertrudengasthauses,
im Focke-Museum

Die Steinfigur des Jacobus major, heute im Hof der „Glocke“ an der Südseite des Bremer Doms aufgestellt, geht auf den Jakobi-Brunnen zurück, der ehemals auf dem Jakobikirchhof in der Altstadt stand. Obwohl weitgehend ergänzt, steht die Brunnenfigur seit 1973 unter Denkmalschutz.
Der 1718 zur öffentlichen Wasserversorgung errichtete Brunnen trug als Bekrönung eine Statue des Apostels Jacobus, nach dem ja sein Aufstellungsort benannt war. Da Jacobus in Bremen bis zur Reformation als Patron der Wallfahrer verehrt wurde, ist er in Pilgertracht dargestellt: mit breitkrempigem Hut, Wettermantel, Pilgerstab und Pilgerflasche.
Die nahe gelegene  Jakobikirche war keine Pfarrkirche gewesen, sondern eine private Patronats-Stiftung. Im Zuge der Reformation war sie 1523 profaniert worden und diente bis 1861 als Schmiedeamtshaus, also als Zunfthaus der Schmiede. Schon im 17. Jahrhundert waren große Teile der einschiffigen Kirche wegen Baufälligkeit abgetragen worden. Der verbliebene Chor wurde nach Erlöschen der Zunft als Biergaststätte genutzt.
Der heutige Zustand des Bildwerks lässt kaum Rückschlüsse auf die Entstehungszeit zu. Eine  mittelalterliche Herkunft ist aus stilistischen Gründen ausgeschlossen, zusammen mit der überlieferten Brunnenerrichtung 1718 könnte auch das Bildwerk gut entstanden sein. Zu einer Anfertigung für den Brunnen an seinem fotografisch dokumentierten Standort, auf einem sehr kleinen Stadtplatz nahe einer Hauswand, sprechen auch Dimensionen und Details der Statue: Sie ist nur 1,10 m hoch, und sie wird hinten mit durch den bodenlangen Umhang abgestützt, dessen Rückenpartie aber mit Faltenwurf ausgearbeitet ist. Der Apostel ist schreitend dargestellt, hält in der Rechten den vom Boden bis in Höhe des Oberarms reichenden Pilgerstab und in der Linken eine Wandererflasche.
1867 wurde die Pumpe umgebaut, die Figur nur restauriert. 1906 stürzten betrunkene Soldaten sie vom Sockel, sodass der Bildhauer Wilhelm Everding eine Nachbildung anfertigte, die 1944 erneut bei einem Luftangriff zertrümmert wurde. 1980 wurde die im Zweiten Weltkrieg zerborstene Figur unter Verwendung einiger im Bauhof aufgefundener Bruchstücke nachgebildet und im Innenhof der „Glocke“ auf einen modernen Sockel gestellt. Diese Figur erhält zum Jakobus-Tag, am 25. Juli jeden Jahres von der Bremer St.-Jacobi-Bruderschaft einen Kranz umgehängt. Die Sockel trägt die den Jakobsweg kennzeichnende Muschel. Am Sockel sind außerdem die Jahreszahlen der Pilgerfahrten der beiden Bremer Jakobus-Bruderschaften, der St.-Jacobi-Bruderschaft und der St.-Jakobi-Majoris-Brüderschaft, eingemeißelt: 1977, 1988, 1994, 2010.
1957 war bereits eine weitere Kopie der Kopie von Ingeborg Ahner-Siese am Neanderhaus neben St. Martini aufgestellt worden.

## Jakobusstatue des Witwenhauses

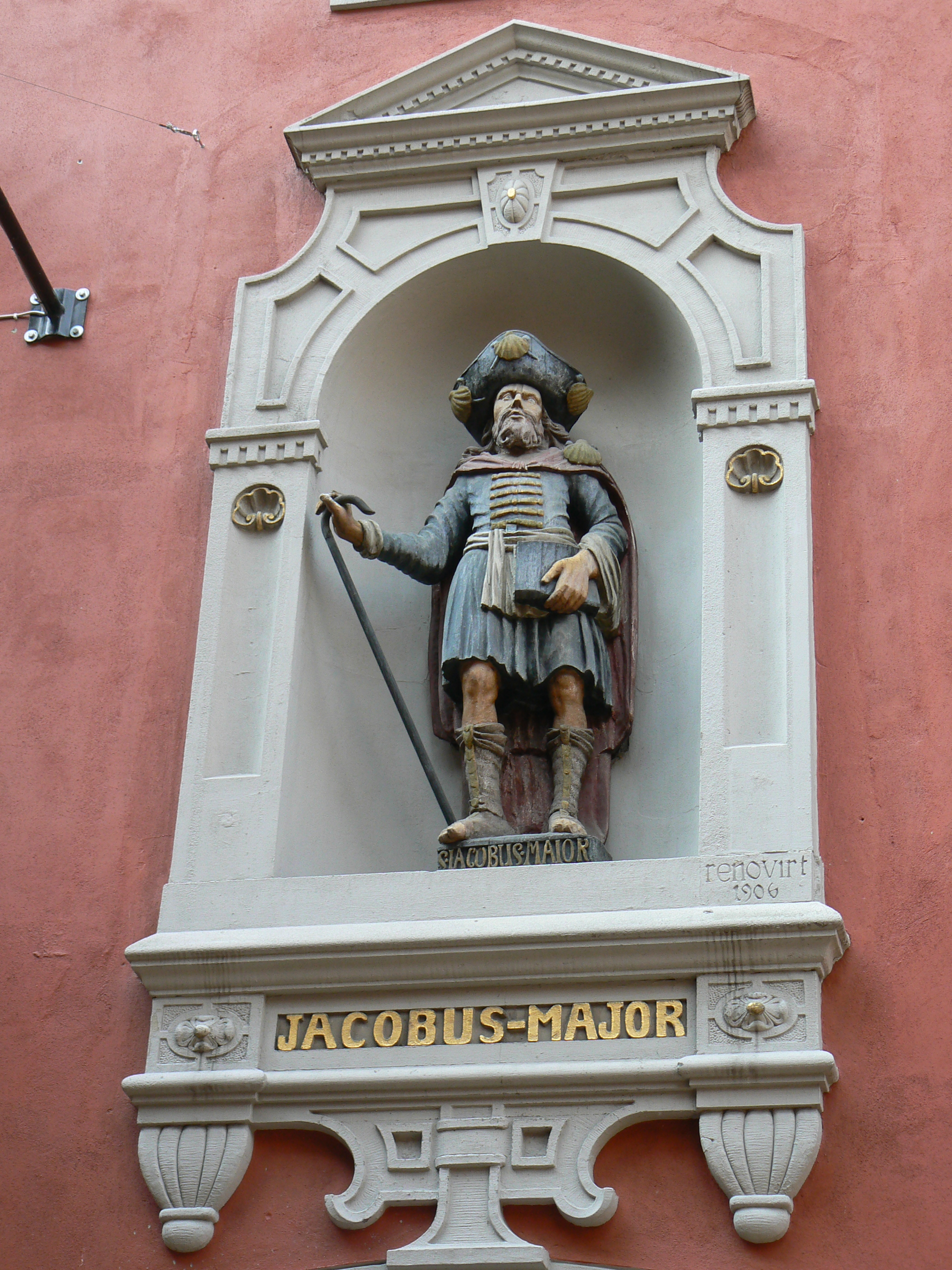
Jakobus-Statue am Packhaus im Schnoor

Achtzig Jahre älter ist die im Volksmund „Juxmajor“ genannte Nischenfigur von etwa 1660 am ehemaligen Packhaus an der „Wüsten Stätte“ im Schnoor. Dieses St.-Jakobus-Packhaus steht an der Stelle eines Witwenhauses, das von 1661 bis 1804 von der 1656 von Bremer Kaufleuten gegründeten St.-Jacobi-Maius-Bruderschaft betrieben wurde. Die Bruderschaft besteht fort.
Beim ersten Schritt des Umbaus vom Wohngebäude zum Packhaus wurde die frühbarocke Nische mit der Statue im Jahr 1806 renoviert, wie einer Inschrift zu entnehmen ist. Der Apostel ist in stehender Position dargestellt. In der rechten Hand hält er schräg den am Boden abgestützten Wanderstab, mit der linken drückt er einen flachen fast rechteckigen Gegenstand an den Leib, wohl ein Buch. Bekleidet ist er mit Pilgermütze, Wetterumhang und einem vor der Brust geschnürten, knapp knielangen Kaftan. An den Unterschenkeln trägt er Gamaschen, um die Knie sind die Beine unbekleidet.

## Jakobusstatue des Gertrudengasthauses
Eine vorreformatorische Steinplastik eines Hl. Jakobus aus Bremen ist im Focke-Museum ausgestellt. Sie entstand um 1500 und zierte das Gertrudengasthaus, das bis zur Reformation eine Pilgerherberge war. Von 1531 bis 1817 diente das am Weserufer stehende Gebäude als Kornhaus und wurde nach der Errichtung des Neuen Kornhauses 1591 als Altes Kornhaus bezeichnet.
Die Statue ist annähernd lebensgroß und für die Aufstellung an einer Wand gearbeitet. Dieser Jakobus trägt zwar einen Pilgerhut mit Muschelsymbol, aber er ist in eine Toga gehüllt. Das Gesicht des Apostels ist leicht nach unten gewandt. Vor sich hält er mit beiden Händen dem Betrachter ein geöffnetes, aus der Senkrechten leicht nach oben gewandtes großes Buch entgegen, wahrscheinlich die Bibel. Deren aufgeschlagene Seiten können mit Beschriftungen oder bildlichen Darstellungen bemalt gewesen sein. Zwischen linkem Unterarm und Rumpf klemmt der vom Boden bis in Stirnhöhe reichende Pilgerstab, er schreitet also nicht.

## Einzelnachweise

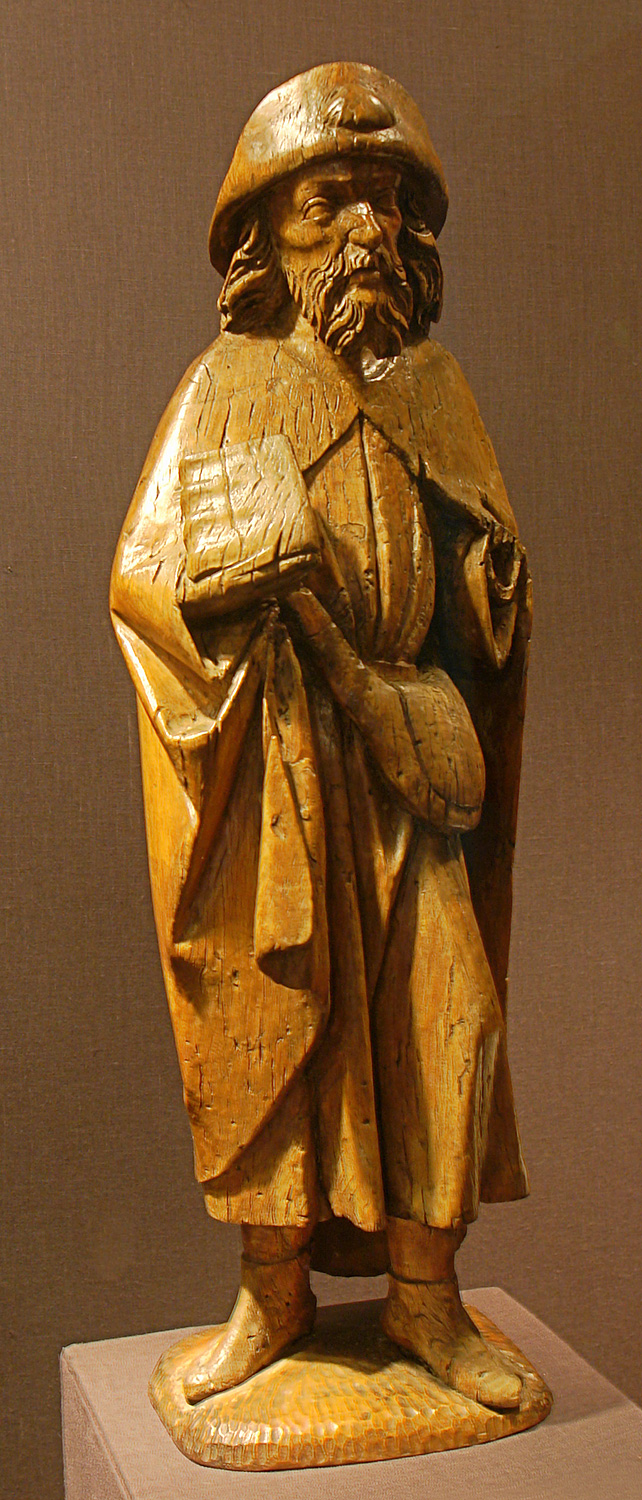
Hölzerner Jakobus im Dom-Museum – möglicherweise um 1600